# 메디 아베이드
메디 아베이드(Mehdi Abeid, 1992년 8월 6일 ~ )는 프랑스 태생의 알제리 축구 선수이다. 현재 튀르키예 쉬페르리그의 이스탄불 바샥셰히르 FK에서 미드필더로 뛰고 있다.